# Mehdili
Mehdili ist ein Dorf im Rayon Cəbrayıl von Aserbaidschan.

## Geographische Lage und Geschichte
Mehdili liegt im Südosten der Provinz Cəbrayıl in der Region Niederkarabach unweit der iranischen Grenze auf einer Höhe von 300 Metern.
Zu Zeiten der zaristischen Herrschaft im Südkaukasus (1801 – 1917) war Mehdili Teil der Ujesd Cəbrayıl, die wiederum zum Gouvernement Elisawetpol gehörte. Den statistischen Angaben der Zarenregierung aus dem Jahr 1886 zufolge gab es in Mehdili 69 Wohnhäuser mit über 300 Einwohnern, alle Aserbaidschaner.
Gemäß der Verwaltungsgliederung der Aserbaidschanischen SSR lebten in Mehdili 1933 etwas mehr als 400 Menschen, die ausschließlich aus Aserbaidschanern bestanden.
Im Zuge des Ersten Bergkarabachkrieges (1992–1994) wurde Mehdili im August 1993 von armenischen Truppen militärisch besetzt und seine Einwohner vertrieben. Im Zweiten Bergkarabachkrieg hat die aserbaidschanische Armee das Dorf am 3. Oktober 2020 zurückerobert.

## Sonstiges
Mehdili liegt in direkter Nachbarschaft von Cocuq Mərcanlı, dem einzigen Dorf der Provinz Cəbrayıl, das vor dem Zweiten Karabachkrieg aserbaidschanisch kontrolliert war. Somit befand sich Mehdili in unmittelbarer Nähe der ehemaligen Kontaktlinie, wo armenische Truppen ihre Militärposten errichteten und unzählige Minen verlegten. Dadurch bedingt gehört Mehdili zu den von Landminen am stärksten betroffenen Dörfern von Niederkarabach. Ende November 2021 wurde ein Zivilist während der Bauarbeiten im Dorf durch eine Landmine getötet.